# Auguste Philippe-Delleville
Auguste Charlemagne Philippe-Delleville, né le 5 octobre 1770 à Bayeux (Calvados) et mort à Saint-Vigor-le-Grand le 9 février 1841, est un homme politique français.

## Biographie
Auguste Philippe-Delleville est le fils de Thomas-Michel Philippe-Delleville, chirurgien à Bayeux, et de Marie-Catherine Groult des Rivières, et le neveu de Jean-François Philippe-Delleville et de Louis Groult des Rivières. Après des études sans doute menées au collège Louis-le-Grand, il s'installe à la fin de l'année 1791 à Morlaix, où il apparaît comme directeur d'une manufacture de tabac de 1791 à 1792. Le 16 avril 1794, le district le nomme agent garde magasin des subsistances et approvisionnements du port. Quatre mois plus tard, le 18 août 1794, il épouse Marie-Thérèse Larraut, membre d'une importante famille de négociants. La maison de commerce qu'il établit lui-même dans la ville prend rapidement de l'importance.  
Il mène en même temps une carrière politique. Après un engagement révolutionnaire, il se rallie au pouvoir napoléonien. Il est nommé maire de sa ville le 15 septembre 1800. Il devient conseiller général du Finistère. Le 21 septembre 1805, il est choisi comme député au corps législatif. 
La faillite de sa maison de commerce est déclarée le 21 avril 1810 par le tribunal de commerce de Morlaix. Cette faillite anticipe celles qui marquent toute l'Europe en septembre de la même année. Comme elles, on l'explique par des opérations dangereuses sur les produits coloniaux et par l'éclatement de cette bulle spéculative. La faillite de Philippe-Delleville en entraîne d'autres dans sa ville, dans un enchaînement qui inquiète le pouvoir impérial. Après sa chute, l'ancien négociant quitte toutes ses fonctions politiques. Il s'installe à Paris. Rallié à la Restauration, il entre en 1815 dans les bureaux du ministère de la Justice, comme rédacteur, puis comme sous-chef de bureau et enfin, en 1830, comme chef du premier bureau de la division du personnel. Il prend sa retraite en 1837 et se retire dans la maison qu'il avait héritée de son père à Saint-Vigor-le-Grand, dans la périphérie de Bayeux.